# Heinrich Roos (Theologe)
Heinrich Valentin Jakob Roos SJ (* 26. August 1904 in Rüdesheim; † 8. März 1977 in Kopenhagen) war ein deutsch-dänischer römisch-katholischer Theologe und Jesuit.

## Leben
Am 10. April 1923 trat er in ’s-Heerenberg den Jesuiten bei, empfing am 27. August 1936 die Priesterweihe in Valkenburg aan de Geul und legte am 15. August 1940 die letzten Gelübde ab. An der Universität Kopenhagen erwarb er 1952 den Doktortitel mit einer Dissertation über Die Modi significandi des Martinus de Dacia. Forschungen zur Geschichte der Sprachlogik im Mittelalter.

## Schriften (Auswahl)
- Marienlob. Gebete zur Gnadenmutter. Saarbrücken 1938, OCLC 721153871.
- Søren Kierkegaard og katolicismen. Kopenhagen 1952, OCLC 223340332.
- als Herausgeber: Kierkegaard nachkonziliar. Einsiedeln 1967, OCLC 892570348.
- mit Josef Neuner: Der Glaube der Kirche in den Urkunden der Lehrverkündigung. Regensburg 13. Auflage 1992, ISBN 3-7917-0119-3. = Neuner-Roos